# Gonzaga College

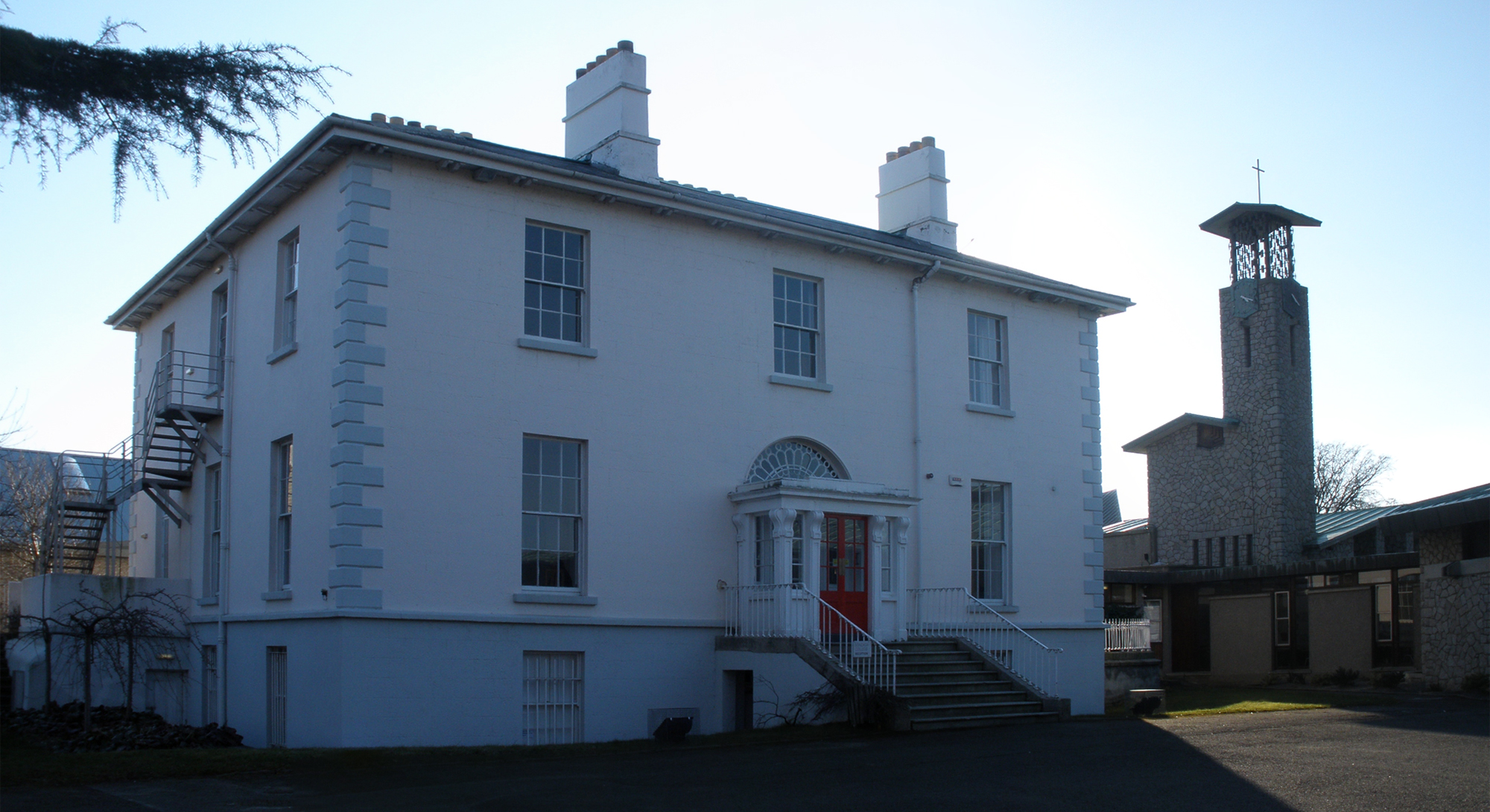
Gonzaga College

Gonzaga College (Gonzaga College S.J.) è una scuola cattolica privata per ragazzi fondata nel 1950 sotto la direzione della Compagnia di Gesù.
La scuola è stata chiamata per San Luigi Gonzaga, un gesuita e si trova a Ranelagh, a Dublino. Nella scuola possono essere praticati molti sport: rugby, cricket e badminton. La scuola è famosa per gli scacchi e in vista di conseguire buoni risultati lasciando alunni certificati.